# Colmenar Viejo
Colmenar Viejo – miasto w Hiszpanii, we wspólnocie autonomicznej Madryt, 31 km na północ od Madrytu. Należy do Cuenca Alta del Manzanares. W 2008 liczyło 42 649 mieszkańców.

## Współpraca
- Colleferro, Włochy
- Suresnes, Francja